# Gabriel Winter
Gabriel Winter (* 15. Januar 1869 in Wien; † 19. Juni 1907 in Salzburg) war ein österreichischer Elektroingenieur.
Gabriel Winter studierte, ebenso wie Friedrich Eichberg, von 1886 bis 1892 Maschinenbau an der Technischen Hochschule Wien, begann 1892 bei der Elektro-Fabrik Kremenetzky, Mayer & Co. und übernahm 1894 das Büro dieses Unternehmens in Brüx. Nachdem sich das Unternehmen mit den Österreichischen Siemens-Schuckert-Werken vereinigt hatte, schied er 1897 aus und war bis 1903 bei der österreichischen Union Elektricitäts-Gesellschaft Leiter der Projektierungsabteilung. 
Ab 1900 arbeitete er mit Eichberg an Wechselstrommotoren, 1903 stellten sie für die Einphasen-Bahnelektrifizierung den Winter-Eichberg-Motor (kompensierter Repulsionsmotor) vor. Um 1901 arbeitete er mit Emil Futter an Schaltungs- und Leitungsanordnungen für elektrische Bahnen mit Hochspannungsbetrieb. Im Herbst 1906 erkrankte er. 